# 4 in the Morning
4 In The Morning is een single van Gwen Stefani, afkomstig van haar tweede soloalbum The Sweet Escape. Het nummer is een ballad, geschreven door Gwen Stefani terwijl ze zwanger was. Later werd het nummer afgerond met hulp van Tony Kanal, die net als Gwen in de band No Doubt zat. 4 In The Morning wordt uitgebracht als derde single van het album. Gwen Stefani noemt dit nummer haar favoriet op het album.

## Kritieken
4 In The Morning werd goed ontvangen bij de muziek critici. Muziekblad PopMatters refereerde aan het nummer als een van de "weinige echte composities" op het album. Pitchfork Media, vond het nummer niet goed, en vond het vernietigend ten opzichte van een oude single van Stefani, Cool. Chuck Taylor vergeleek het met de soundtrack van de film Flashdance uit 1983, en concludeerde dat we Stefani echt respecteren "in the morning".

## Videoclip
De videoclip bevat een trieste Gwen Stefani, liggend in bed als ze begint te zingen. Ze draagt een wit L.A.M.B.-T-shirt en dwaalt rond in haar appartement, vragen stellend aan haar geliefde, die eigenlijk helemaal niet aanwezig is. De tekst beschrijft een ruzie die ze had met haar (nu afwezige) vriend. Na het liggen in bed en huilen tijdens een bad, verlaat ze het huis en rijdt ze verdrietig weg, achter in een auto.

## Hitnotering
| 4 In The Morning in de Nederlandse Top 40 - binnen 23 juni 2007 | 4 In The Morning in de Nederlandse Top 40 - binnen 23 juni 2007 | 4 In The Morning in de Nederlandse Top 40 - binnen 23 juni 2007 | 4 In The Morning in de Nederlandse Top 40 - binnen 23 juni 2007 | 4 In The Morning in de Nederlandse Top 40 - binnen 23 juni 2007 | 4 In The Morning in de Nederlandse Top 40 - binnen 23 juni 2007 | 4 In The Morning in de Nederlandse Top 40 - binnen 23 juni 2007 | 4 In The Morning in de Nederlandse Top 40 - binnen 23 juni 2007 | 4 In The Morning in de Nederlandse Top 40 - binnen 23 juni 2007 | 4 In The Morning in de Nederlandse Top 40 - binnen 23 juni 2007 | 4 In The Morning in de Nederlandse Top 40 - binnen 23 juni 2007 | 4 In The Morning in de Nederlandse Top 40 - binnen 23 juni 2007 | 4 In The Morning in de Nederlandse Top 40 - binnen 23 juni 2007 | 4 In The Morning in de Nederlandse Top 40 - binnen 23 juni 2007 |
| Week                                                            | 1                                                               | 2                                                               | 3                                                               | 4                                                               | 5                                                               | 6                                                               | 7                                                               | 8                                                               | 9                                                               | 10                                                              | 11                                                              | 12                                                              | 13                                                              |
| --------------------------------------------------------------- | --------------------------------------------------------------- | --------------------------------------------------------------- | --------------------------------------------------------------- | --------------------------------------------------------------- | --------------------------------------------------------------- | --------------------------------------------------------------- | --------------------------------------------------------------- | --------------------------------------------------------------- | --------------------------------------------------------------- | --------------------------------------------------------------- | --------------------------------------------------------------- | --------------------------------------------------------------- | --------------------------------------------------------------- |
| Nummer                                                          | 35                                                              | 30                                                              | 24                                                              | 16                                                              | 14                                                              | 18                                                              | 18                                                              | 21                                                              | 23                                                              | 24                                                              | 39                                                              | 40                                                              | uit                                                             |